# Signalisation des Voies de Navigations Intérieure
Signalisation des Voies de Navigation Intérieure (SIGNI) is een Europees betonningssysteem voor binnenwateren en sluit naadloos aan op het IALA-systeem (Regio A).
Binnen het SIGNI-systeem is het van belang te weten hoe de oevers van een vaarweg worden benoemd en wat de betonningsrichting is. Hierbij worden de begrippen linkeroever en rechteroever gebruikt. Wat links is en wat rechts is, wordt bepaald door waar de hoge kant te vinden is. Vanaf de hoge kant komende (kijkende richting de zee) is rechts de rechteroever of rechterzijde gelegen en links is de linkeroever of de linkerzijde gelegen. Vanaf de hoge kant komende in de richting van de zee is tevens de betonningsrichting.
Dit is niet altijd even gemakkelijk te bepalen, omdat niet alle vaarwateren een bron hebben. In Nederland gelden daarom de volgende uitgangspunten:
- op rivieren stroomafwaarts (met de ebstroom mee);
- op kanalen van hoog naar laag;
- op zijvaarten en in geulen in de richting van de hoofdvaarweg of hoofdgeul;
- op meren in de richting van de uitgang naar zee of ander open water;
- op de randmeren gerekend vanaf de Hollandse Brug in oostelijke richting;
- in zeegaten en aansluitende hoofdgeulen in de richting van de Noordzee.

De betonning aan de rechterzijde van de vaarweg is rood van kleur, en aan de linkerzijde van de vaarweg groen van kleur, en sluit daarmee naadloos aan op IALA-systeem (Regio A). De overgang tussen SIGNI en IALA-A wordt door de landen zelf geregeld en het resultaat van beide systemen is hetzelfde.